# 田尾德意堂
田尾德意堂，為一位於台灣彰化縣田尾鄉之齋教龍華派壹是堂系法脈之齋堂，主祀觀音佛祖與三寶佛。1798年由謝氏祖先建立，建築為閩南風格。日治時期曾加入台灣佛教龍華會。

## 歷史
1798年（清嘉慶三年），謝家祖先皈依齋教龍華派，並建立德意堂主祀觀音佛祖。法脈屬龍華派壹是堂系。
1917年之日本台灣總督府宗教調查報告，指出德意堂位於田尾庄打簾字打簾192、193番地；堂主為謝明通先生，齋友信眾達百人；祭祀釋迦如來、彌陀如來與觀音菩薩木塑像三尊。
1923年，加入台灣佛教龍華會，為其北斗支部。後在皇民化末期為求自保與「善德佛堂」（彰化和美鎮之龍華派齋堂）被迫歸順日本曹洞宗。
現今田尾德意堂由謝家後人管理，2014年謝家後代重修德意堂。

## 祭祀
- 正殿：主祀觀音菩薩、三寶佛祖 (釋迦、藥師、彌陀)、彌勒佛。配祀韋馱尊天與伽藍尊者；左右祀福德正神及境主公。
- 左右祭祀：阿彌陀佛、地藏王菩薩、德意堂歷代堂主、建廟功德主及龍華派信徒之牌位。[4]